# Tennistavolo ai Giochi della XXXIII Olimpiade - Squadre femminile
Il torneo a squadre femminile di tennistavolo dei Giochi della XXXIII Olimpiade si è svolto dal 5 al 10 agosto 2024 al Paris Expo Porte de Versailles di Parigi.
Il torneo è stato vinto dalla squadra cinese.

## Teste di serie
| Rank | Squadra       | Atlete (ranking al 16 luglio) | Atlete (ranking al 16 luglio) | Atlete (ranking al 16 luglio) |
| ---- | ------------- | ----------------------------- | ----------------------------- | ----------------------------- |
| 1    | Cina          | Sun Yingsha (1)               | Wang Manyu (2)                | Chen Meng (4)                 |
| 2    | Giappone      | Hina Hayata (5)               | Miwa Harimoto (7)             | Miu Hirano (13)               |
| 3    | Corea del Sud | Shin Yu-bin (8)               | Jeon Ji-hee (14)              | Lee Eun-hye (42)              |
| 4    | Romania       | Bernadette Szőcs (10)         | Elizabeta Samara (43)         | Adina Diaconu (63)            |
| 5    | Germania      | Shan Xiaona (40)              | Yuan Wan (89)                 | Annett Kaufmann (94)          |
| 6    | Hong Kong     | Doo Hoi Kem (47)              | Zhu Chengzhu (61)             | Lee Ho Ching (64)             |
| 7    | Taipei cinese | Cheng I-ching (12)            | Chien Tung-chuan (46)         | Chen Szu-yu (60)              |
| 8    | Francia       | Prithika Pavade (18)          | Jia Nan Yuan (19)             | Charlotte Lutz (77)           |
| 9    | Egitto        | Dina Meshref (26)             | Hana Goda (32)                | Mariam Alhodaby (56)          |
| 10   | Brasile       | Bruna Takahashi (20)          | Giulia Takahashi (90)         | Bruna Costa Alexandre (181)   |
| 11   | India         | Sreeja Akula (25)             | Manika Batra (28)             | Archana Kamath (123)          |
| 12   | Polonia       | Natalia Bajor (48)            | Zuzanna Wielgos (156)         | Anna Węgrzyn (188)            |
| 13   | Thailandia    | Orawan Paranang (36)          | Suthasini Sawettabut (55)     | Jinnipa Sawettabut (111)      |
| 14   | Stati Uniti   | Lily Zhang (29)               | Amy Wang (38)                 | Rachel Sung (249)             |
| 15   | Svezia        | Linda Bergström (34)          | Christina Källberg (58)       | Filippa Bergand (167)         |
| 16   | Australia     | Min Hyung Jee (59)            | Michelle Bromley (107)        | Melissa Tapper (251)          |

## Risultati
| Ottavi di finale | Ottavi di finale | Ottavi di finale |  |  | Quarti di finale | Quarti di finale | Quarti di finale |  |  | Semifinale | Semifinale    | Semifinale |  |                 | Finale          | Finale          | Finale |
|                  |                  |                  |  |  |                  |                  |                  |  |  |            |               |            |  |                 |                 |                 |        |
| 1                | Cina             | 3                |  |  |                  |                  |                  |  |  |            |               |            |  |                 |                 |                 |        |
| 9                | Egitto           | 0                |  |  | 1                | Cina             | 3                |  |  |            |               |            |  |                 |                 |                 |        |
| 16               | Australia        | 0                |  |  | 7                | Taipei cinese    | 0                |  |  |            |               |            |  |                 |                 |                 |        |
| 7                | Taipei cinese    | 3                |  |  |                  |                  |                  |  |  | 1          | Cina          | 3          |  |                 |                 |                 |        |
| 6                | Hong Kong        | 2                |  |  |                  |                  |                  |  |  | 3          | Corea del Sud | 0          |  |                 |                 |                 |        |
| 15               | Svezia           | 3                |  |  | 15               | Svezia           | 0                |  |  |            |               |            |  |                 |                 |                 |        |
| 10               | Brasile          | 1                |  |  | 3                | Corea del Sud    | 3                |  |  |            |               |            |  |                 |                 |                 |        |
| 3                | Corea del Sud    | 3                |  |  |                  |                  |                  |  |  |            |               |            |  |                 | 1               | Cina            | 3      |
| 4                | Romania          | 2                |  |  |                  |                  |                  |  |  |            |               |            |  |                 | 2               | Giappone        | 0      |
| 11               | India            | 3                |  |  | 11               | India            | 1                |  |  |            |               |            |  |                 |                 |                 |        |
| 14               | Stati Uniti      | 2                |  |  | 5                | Germania         | 3                |  |  |            |               |            |  |                 |                 |                 |        |
| 5                | Germania         | 3                |  |  |                  |                  |                  |  |  | 5          | Germania      | 1          |  |                 |                 |                 |        |
| 8                | Francia          | 2                |  |  |                  |                  |                  |  |  | 2          | Giappone      | 3          |  |                 |                 |                 |        |
| 13               | Thailandia       | 3                |  |  | 13               | Thailandia       | 0                |  |  |            |               |            |  | Finale 3º posto | Finale 3º posto | Finale 3º posto |        |
| 12               | Polonia          | 0                |  |  | 2                | Giappone         | 3                |  |  |            |               |            |  |                 | 3               | Corea del Sud   | 3      |
| 2                | Giappone         | 3                |  |  |                  |                  |                  |  |  |            |               |            |  |                 | 5               | Germania        | 0      |